# Marian Bantjes

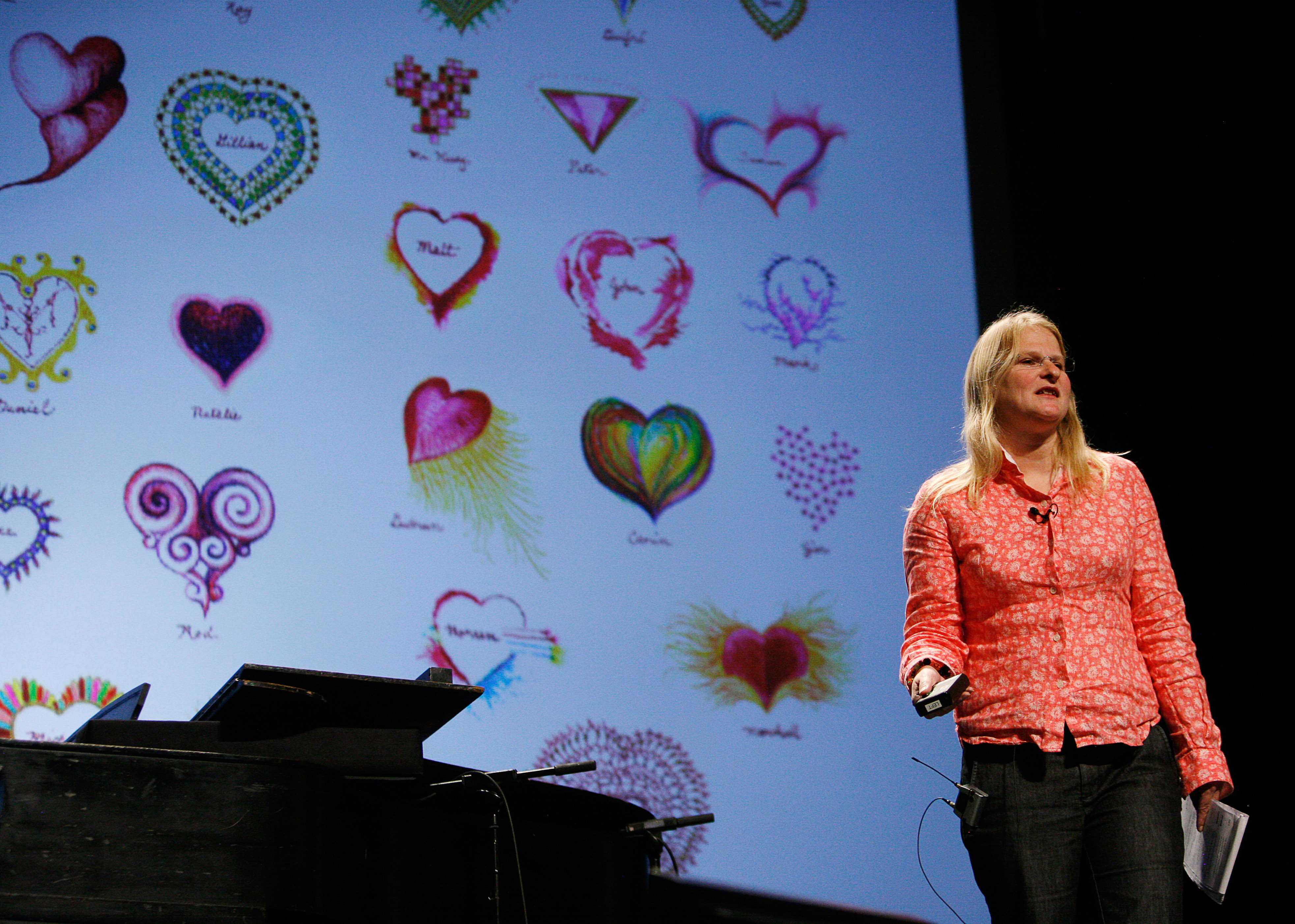
File:Marian Bantjes (2008)

Marian Bantjes (Canada, 23 marzo 1963) è una designer e disegnatrice di caratteri tipografici canadese.

## Biografia
Cresce nelle prateria del Canada, insieme a due fratelli. Sua madre, June Elizabeth Bantjes, mentre alleva i suoi 3 bambini, lavora, studia per prendere la laurea in sociologia, è attivista per i diritti delle donne. June ha una notevole influenza su Marian, che cresce fortemente creativa e dalla ricca immaginazione. Marian dedicherà a sua madre June il libro-opera I Wonder.
Marian inizia a lavorare nel settore grafico nel 1983, per caso: entrata in un negozio per farsi cambiare una banconota per prendere l'autobus, trova un'offerta di lavoro di Hartley&Marks, editori. Rimane a lavorare per quasi 10 anni presso la casa editrice, maturando una solida competenza nell'arte tipografica e nel design di libri. 
Successivamente, quasi per gioco, avvia nel 1994 un'attività di graphic design con un socio, attività che proseguirà per altri 10 anni circa. In questi 10 anni Marian è senior e socia in Digitopolis, a Vancouver, e produce ciò che lei definisce "centinaia di brochure, poster, logo, eccetera, ordinari". 
Arrivata a quarant'anni matura la fortissima necessità di cambiare il corso della sua carriera professionale, lascia la sua azienda e inizia a produrre i lavori che l'hanno resa famosa. Marian si definisce con proprietà e orgoglio un graphic designer. Lavora quasi unicamente mischiando lettering, sviluppato ad hoc, ed elementi ornamentali. Con questi due elementi e con tecniche miste crea immagini uniche e inconfondibili, eredi moderne e dirette degli ornati medioevali, che rendevano i libri antichi dei veri capolavori. È famosa per uno stile che predilige, il dettaglio ultrapreciso, sia che venga sviluppato con tecniche manuali e tradizionali (penna biro, matita, acquerello, foglie, riso, zucchero, pizzo, ricamo) sia che venga sviluppato con tecniche digitali (disegno vettoriale).
Ha collaborato con diversi artisti di fama mondiale: Michael Bierut, William Drenttel & Jessica Helfand, Rick Valicenti e Stefan Sagmeister. Sagmeister la definisce come «...una delle tipografe più innovative di oggi». Nel gennaio 2005 venne nominata come una delle 25 designer emergenti da tenere d'occhio, dalla rivista STEP.

## Ruolo della tipografia nelGraphic Design
Per comprendere l'importanza di Marian Bantjes nel panorama del graphic design, è bene tenere presente il ruolo occupato dalla tipografia nella storia di questa branca dell'arte. Oggi siamo abituati a considerare il tipografo come semplice artigiano, che stampa design progettato da altri, spesso per prodotti dalla vita brevissima come volantini e locandine. 
Al contrario, per decenni, se non secoli, le tipografie sono state attrici determinanti nel panorama del graphic design. Le loro competenze tecniche potevano rendere possibile o meno la creazione di un libro ed erano determinanti nella stampa di illustrazioni e immagini. Soprattutto le tipografie erano i luoghi dove i grandi designer di caratteri potevano crescere e sviluppare il loro talento. Oggi il Graphic design si basa in parte determinante su quegli stessi caratteri, in inglese definiti 'font', e sulle regole di design sviluppate nella progettazione di libri e riviste da quelle stesse tipografie.

## Lavori e pubblicazioni
Marian Bantjes ha lavorato per Pentagram, Stefan Sagmeister, Saks Fifth Avenue, Bruce Mau Design, Young & Rubicam Chicago, Anni Kuan, Houghton Mifflin, Print Magazine, Wallpaper, Wired, The Guardian (UK), The New York Times. Ha inoltre lavorato per l'AIGA, TypeCon 2007 e per la Society of Graphic Designers of Canada (GDC). I suoi lavori sono stati pubblicati da STEP, Étapes (Parigi), Azure, Matrix (Quebec), Tupigrafia (Brazil), Print, Fontshop's Font 004 ed Eye magazine (#58). Inoltre alcune delle sue opere sono ora parte della collezione permanente del Cooper-Hewitt National Design Museum. 
È autrice di diversi libri sul design grafico e di caratteri tipografici e del libro I Wonder, pubblicato da Thames & Hudson nel 2010. 

### I Wonder
(Stefan Sagmeister, prefazione ad I Wonder, 2010)
I Wonder è un libro-opera. Ogni singola pagina è una tavola d'arte, progettata nello  stile unico di Marian, con le più varie tecniche, influenze stilistiche e media.

## Il suo lavoro oggi
Insegna tipografia presso l'Emily Carr Institute in Vancouver. Vive e lavora in Bowen Island sulla costa ovest del Canada, vicino a Vancouver.
Marian ricorda con insofferenza gli anni passati in tipografia e produrre graphic design ordinario. Al tempo stesso è consapevole che la professionista che è oggi non sarebbe potuta esistere senza quelle basi tecniche e stilistiche. In merito nota come «È difficile [per gli studenti cui presenta il suo lavoro] fare la connessione tra ciò che faccio ora e gli anni brochure, rapporti aziendali, sistemi di identità visiva, poster e così via. Non sono sicura che si possa semplicemente uscire da una scuola di design, fare solo ciò che si desidera fare e sopravvivere. Non sono nemmeno sicura che sopravviverò io!»